# Richard Conroy
Pour les articles homonymes, voir Conroy (homonymie).
Richard Conroy, né le 12 septembre 1933 et mort le 14 octobre 2024, est un homme d'affaires et ancien homme politique irlandais, membre du Fianna Fáil.
Il est président du Conroy Gold and Natural Resources, membre du sénat de la Republique d'Irlande et du comité exécutif de la Commission Trilatérale.

## Biographie
Richard Conroy est élu au Seanad Éireann, le sénat de la Republique d'Irlande, au sein du Cultural and Educational Panel en 1977 et siège jusqu'en 1981. Il est de nouveau élu au Seanad en 1989, cette fois au sein du Industrial and Commercial Panel et siège jusqu'en 1993. Il perd son siège aux élections de 1993 et a été candidat, non élu, à celles de 1997.
Il est membre du Dublin County Council (en) dans la circonscription électorale de Ballybrack (en) de 1991 à 1999. Il se présente à diverses élections au Dáil Éireann à Dublin dont cinq élections générales entre 1977 et 1987, échouant en toutes ces occasions.
Il est professeur émérite de physiologie au Royal College of Surgeons in Ireland, et foundateur et directeur de Conroy Diamonds and Gold, une compagnie minière,.
Il est également membre du comité exécutif de la Commission Trilatérale.